# 紀元前326年
紀元前326年（きげんぜん326ねん）は、ローマ暦の年である。
当時は、「ウィソルスとクルソルが共和政ローマ執政官に就任した年」として知られていた（もしくは、それほど使われてはいないが、ローマ建国紀元428年）。紀年法として西暦（キリスト紀元）がヨーロッパで広く普及した中世時代初期以降、この年は紀元前326年と表記されるのが一般的となった。

## 他の紀年法
- 干支 : 乙未
- 日本
  - 皇紀335年
  - 孝安天皇67年
- 中国
  - 周 - 顕王43年
  - 秦 - 恵文君12年
  - 楚 - 懐王3年
  - 斉 - 威王31年
  - 燕 - 易王7年
  - 趙 - 粛侯24年
  - 魏 - 恵王後元9年
  - 韓 - 宣恵王7年
- 朝鮮
  - 檀紀2008年
- ベトナム :
- 仏滅紀元 : 219年
- ユダヤ暦 :

## できごと

### マケドニア
- 春 – アレクサンドロス3世（大王）はインダス川をアトック付近で渡って、タキシラに入り, 現地の領主タクシレス（英語版） (アーンビAmbhiとも)は、 130頭の戦象と軍団を提供し、見返りにヒュダスペス川(現在のジェルム川)とアケシネス川（英語版）(現在のチェナブ川)の土地を支配していたポロスという敵対者に対抗するための援助を求める。
- ヒュダスペス川の左岸で、アレクサンドロスは最後の大きな戦いであるヒュダスペス河畔の戦いを戦う。彼と将軍のクラテロスはインド王ポロスを打ち負かす。アレクサンドロスはそこに,インダス川沿いのアレクサンドリア（英語版）またの名をアレキサンドリア・ニカイア（英語版）(勝利を記念して)とアレキサンドリア・ブーケファリア（英語版）またはブケパラ（英語版） (死んだ愛馬ブケパロス にちなむ)という都市を建設する。ポロスは同盟者となる。
- アレクサンドロスの家臣のピリッポスは、インダス川とアケシネス川の合流地点を南限としてヒュダスペス川西側の地方を含むインドのサトラップに任命される。ピリッポスは、アレクサンドロスにより、インダス川沿いのアレクサンドリアの建設の任に就く。
- アレクサンドロスはインダス川上流部のすべての征服を続ける。ガンジス川近くのポロスの王国の東部で、アレクサンドロスは、強大な帝国であるナンダ朝のマガダ国に対峙する。他の強大なインド軍に対面する予想が心配され、また数年の遠征に疲れていたため、ヒュパシス川（現在のビアース川Beas）で、彼の軍は暴動を起こしてこれ以上の東への行軍を拒否した。かくして、この川がアレクサンドロスの征服の東の限界となった。
- ヒュパシス川の暴動に引き続いて、アレクサンドロスは軍の指揮官たちによりガンジス渓谷の侵略計画を諦めるよう説得される。アレクサンドロスは、海軍経験のあるクレタ人のネアルコスを海軍提督に任命し、航海知識のある全ての軍員を任せた。ネアルコスはインドの船大工に800の軍艦を作らせ、中には300トンの大きさを持つものもあった。軍を率いてペルシア湾通ってをバビロンまで航海した。アレクサンドロス大王はインダス川を下り海へと退却の行軍を始めた。
- アレクサンドロスがインドを離れたあと、ピリッポスは、自らが率いた傭兵隊の誰かによって暗殺される。アレクサンドロスはピリッポスの領地の代わりの太守としてエウダモスとタクシレス（英語版）を任命する。

### 共和政ローマ
- ネアポリスでローマ軍に敗北したあと、サムニウム人がローマに宣戦し、第二次サムニウム戦争が始まる。サムニウムを撃破するため、サムニウムの北に位置する中央イタリアの人々や南東に位置するアプリアと、ローマは同盟を結んだ。
- ポエティリウス＝パピリウス法（en）が成立し、ローマ市民が債務によって緊縛されることが禁止された。

### 中国
- 趙の粛侯が死去し、子の武霊王が即位した。
- 滕の文公が即位した。

## 死去
- 粛侯:趙の君主
- コイノス：ポレモクラテス（英語版）の子で、パルメニオンの娘婿。アレクサンドロス3世（大王）の将軍の一人でペルシア遠征とインド遠征に参加。
- ピリッポス (マカタスの子)：アレクサンドロス3世の家臣。
- ブケパロス:アレクサンドロス3世の愛馬。